# Hetty Goldman
Hetty Goldman (Nova Iorque, 19 de dezembro de 1881 — Princeton, 4 de maio de 1972) foi uma arqueologista norte-americana.